# ليش لا
ليش لا هو برنامج اجتماعي واقعي سعودي كان يعرض على قناة إم بي سي 1 كل أربعاء في تمام الساعة 9:30 مساءً، النسخة العربية المستوحاة من البرنامج الأمريكي "The Buried Life". ويقدم البرنامج عدد من نجوم اليوتيوب السعوديون وهم فراس بقنه وإبراهيم صالح ومؤيد الثقفي وعادل رضوان. هدف البرنامج هو تحقيق مائة أمنية، والبرنامج متوقّف الآن.

## قائمة الأمنيات
1. صيد غزال
2. زيارة مدائن صالح
3. ركوب طائرة حربية  تم
4. ارسل رسالة في زجاجة
5. اقتحام مباراة ديربي  تم
6. مساعدة متشرد على قضاء يوم سعيد
7. القفز المظلي مع أحد المشاهير
8. دخول كتاب جينيس للأرقام القياسية
9. الصمود ثلاثة أيام على تدربيات عسكرية شاقة
10. تصميم شخصيات كرتونية
11. لقاء الملك سلمان بن عبد العزيز
12. السهر في كوخ ثلجي  تم
13. ركوب جيتسكي مصنوع بايدي سعودية
14. التعليق على مباراة كرة قدم
15. رقص الهيب هوب على طريقة تراثية
16. قضاء ثلاثة أيام بمبلغ خمسة ريال
17. الذهاب إلى سفاري في أفريقيا  تم
18. الفوز في بطولة بنت بوال السعودية
19. قضاء يوم كامل بالتكلم بالفصحى  تم
20. صعود سلالم برج خليفة  تم
21. إنتاج فيلم قصير وعرضه في صالة سنمائية  تم
22. قيادة سيارة أحد المشاهير
23. اختراق أحد برامج التلفزونية وعرض أغنية كبدة على الصاج  تم
24. المصارعة على حلبة WWE
25. التزلج مع كلاب برية  تم
26. الظهور في فيلم اكشن  تم
27. تقبيل كأس العالم
28. التقاط صورة مع ميسي
29. تعلم الطيران
30. تصميم ثوب على يد مصمم عالمي
31. رسم الابتسامة على وجه أحد الحراس البريطانين
32. انقاذ شخص من حريق
33. لعب بلوت على قمة بركان ثائر  تم
34. البكاء بصوت عالي في صالة سنمائية
35. تقديم نشرة اخبار مسائية
36. قضاء ليلة في بيت مسكون
37. عمل أغنية hit  تم
38. الصراخ في وسط شارع مزدحم  تم
39. كتابة مقال في صحيفة
40. افتتاح كاشير سوبر ماركت
41. السباحة مع اسماك قرش
42. نقول نكتة في برنامج البرنامج  تم
43. التحقيق مع مجرم
44. الاكل بالعيدان الصينية تم
45. القفز من منطقة مرتفعة تم
46. ركوب منطاد  تم
47. رسم على أحد حيطان مدينة برلين
48. دفع تكاليف عملية جراحية لطفل  تم
49. التطوع في يوم كامل
50. حلق ثمرة جوز هند  تم
51. وضع سهم فوق خريطة  تم
52. تعليم شيف مشهور طبق سعودي  تم
53. نصير بحارة على مركب شراعي  تم
54. القول بنعم لمدة يوم كامل
55. تأليف الكتب كتاب
56. القاء خطاب موثر
57. الطبخ لمئة طفل محتاج  تم
58. الزواج
59. اجد بيت لطفل
60. احداث تغير بحياة شخص  تم
61. قيادة سيارة فورمولا 1 على مدرج مطار تم
62. دعوة شخص غريب إلى وجبة عشاء تم
63. هدم رجل ثلج
64. تجربة انعدام الجاذبية
65. المشي فوق جمر
66. تزيين بيت شخص مشهور بصورهم  تم
67. التبرع بالدم
68. حضور مناسبة والمشي على السجادة الحمراء  تم
69. الوقوف على يدين في القطب الشمالي  تم
70. زيارة أكبر مصنع شوكولاتة
71. ركوب ثور تم
72. القاء قصيدة في مناسبة زواج مصري  تم
73. قيادة سيارة اجرة في القاهرة  تم
74. إدارة مطعم بيوم كامل
75. قضاء يوم في البادية بدون أي وسائل حديثة  تم
76. زيارة وادي لجب
77. العمل كدليل سياحي في الأهرامات ليوم كامل
78. يصبح عدد المتابعين في تويتر 10 مليون
79. كفالة يتيم تم
80. إخراج برئ من السجن
81. دعوة الوليد بن طلال بن عبد العزيز آل سعود على عشاء
82. مصافحة أحد الروساء
83. غناء النشيد الوطني في مكان مزدحم تم
84. البحث عن شخص مفقود
85. تحدي فزاع والفوز عليه
86. لمس السحاب تم
87. القيام بيوم تسوق مع طفل مريض
88. اكل من جميع الاصناف في سوق بيكين للطعام
89. تسمية شارع
90. السفر للفضاء
91. عمل مقلب لشخص
92. التبرع لقضية باكثر من 50 الف ريال
93. تنظيف اعلى نافذة بالعالم  تم
94. الظهور في فيلم هوليودي
95. تصوير مشهد مع احمد حلمي
96. زرع شجرة
97. تقديم حفل الاوسكار
98. الدراسة في بلدين في نفس الوقت
99. نكون مكان شخص لا نفهمه
100. الطلب من روبرت دي نيرو ان يلتفت لنا